# Дютленайм
Дютлена́йм (фр. Duttlenheim) — коммуна на северо-востоке Франции в регионе Гранд-Эст (бывший Эльзас — Шампань — Арденны — Лотарингия), департамент Нижний Рейн, округ Мольсем, кантон Мольсем.
Площадь коммуны — 8,6 км², население — 2765 человек (2006) с тенденцией к росту: 2849 человек (2013), плотность населения — 331,3 чел/км².

## Население
Население коммуны в 2011 году составляло 2842 человека, в 2012 году — 2807 человек, а в 2013-м — 2849 человек.
| 1962 | 1968 | 1975 | 1982 | 1990 | 1999 | 2006 | 2008 | 2011 | 2012 | 2013 |
| ---- | ---- | ---- | ---- | ---- | ---- | ---- | ---- | ---- | ---- | ---- |
| 1483 | 1502 | 1740 | 2036 | 2291 | 2395 | 2765 | 2902 | 2842 | 2807 | 2849 |

Динамика населения:

## Экономика
В 2010 году из 1910 человек трудоспособного возраста (от 15 до 64 лет) 1471 были экономически активными, 439 — неактивными (показатель активности 77,0 %, в 1999 году — 71,9 %). Из 1471 активных трудоспособных жителей работали 1390 человек (719 мужчин и 671 женщина), 81 числились безработными (47 мужчин и 34 женщины). Среди 439 трудоспособных неактивных граждан 137 были учениками либо студентами, 164 — пенсионерами, а ещё 138 — были неактивны в силу других причин.

## Достопримечательности (фотогалерея)

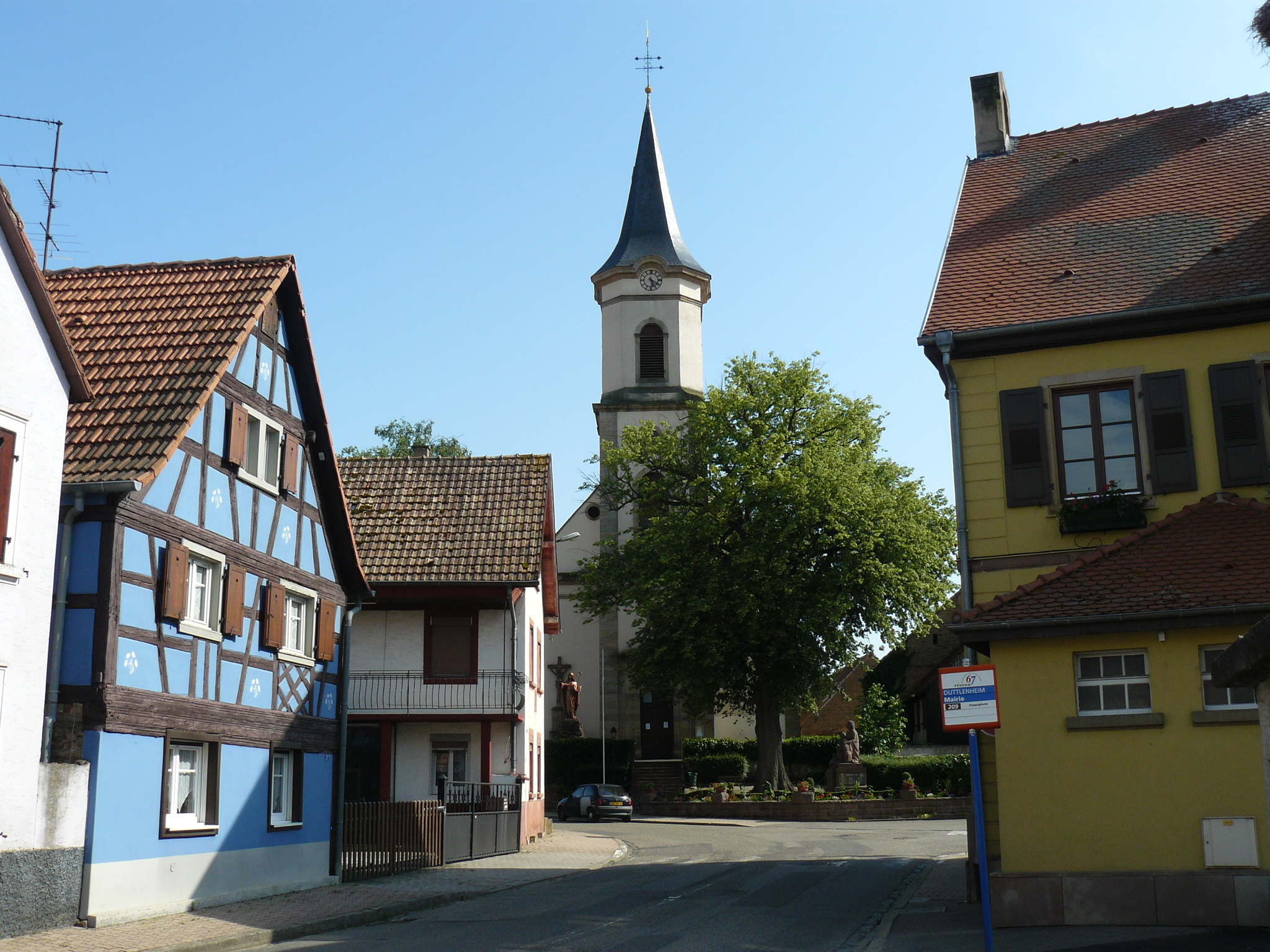
Церковь Сен-Луи
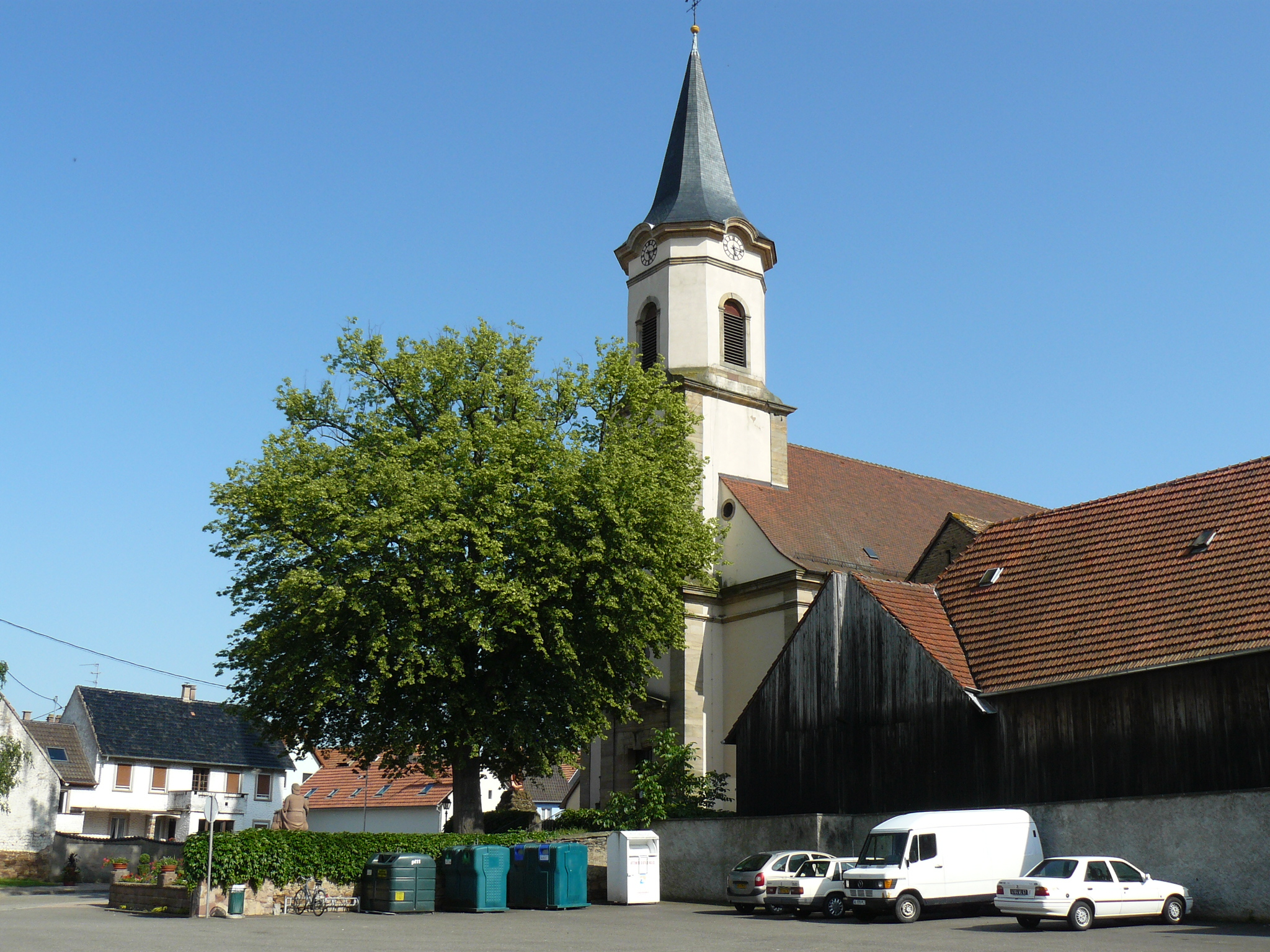
Колокольня
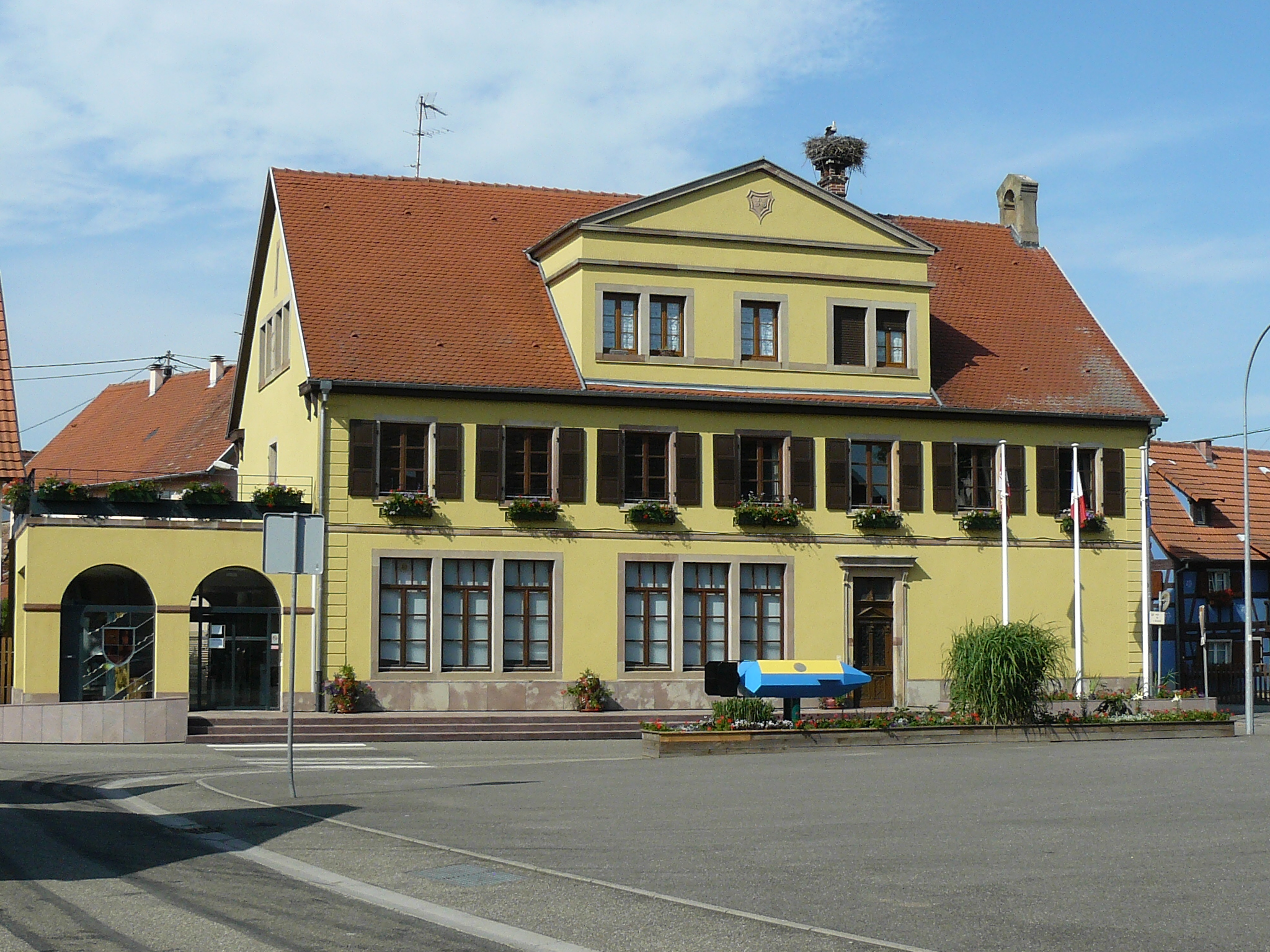
Здание мэрии